# Hendrik Wade Bode

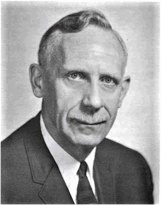
Hendrik Wade Bode

Hendrik Wade Bode (* 24. Dezember 1905 in Madison, Wisconsin; † 21. Juni 1982 in Cambridge (Massachusetts)) war ein US-amerikanischer Ingenieur der Elektrotechnik. Bode führte wichtige, noch heute in Elektro- und Regelungstechnik genutzte Analyseverfahren für elektrische Netzwerke ein.

## Leben
Bode hatte niederländische Vorfahren, sein Vater war Professor an der University of Illinois. Er beendete mit 14 Jahren die High School und bewarb sich an der University of Illinois, wo er allerdings abgelehnt wurde. Er studierte Mathematik an der Ohio State University, graduierte 1924 mit einem B.A. und schloss sein Studium 1926 mit einem M.A. ab.
1926 begann er an den Bell Laboratories über elektrische Netzwerke und Entwurf elektrischer Filter zu arbeiten und war gleichzeitig graduate student an der Columbia University in New York, wo er 1935 in Physik promoviert wurde. 1929 wechselte er in den Bell Labs in die von Thornton Carle Fry geleitete Mathematik-Abteilung und begann Forschungen zur Netzwerktheorie und ihrer Anwendungen in der Kommunikation über große Distanzen.
1938 entwickelte er das nach ihm benannte und noch heute eingesetzte Bode-Diagramm.
Während des Zweiten Weltkriegs arbeitete Bode an auf Radar basierenden automatischen Steuerungen für Flugabwehrkanonen. Für diese Beiträge erhielt er 1946 das Presidential Certificate of Merit. Nach dem Krieg forschte er in militärischen und zivilen Bereichen. 1956 wurde er Fellow der American Physical Society, 1957 Mitglied der National Academy of Sciences. 1962 wurde Bode in die American Academy of Arts and Sciences gewählt. 1969 erhielt er die Edison-Medaille des IEEE, 1975 den Rufus Oldenberger Award der American Society of Mechanical Engineers und 1979 den ersten Control Heritage Award des American Automatic Control Councils.
Nach dem Rückzug aus dem Berufsleben bei den Bell Labs 1967 wurde er Gordon McKay Professor of Systems Engineering an der Harvard University und ging 1974 in den Ruhestand.

## Schriften (Auswahl)
- Hendrik W. Bode: Network analysis and feedback amplifier design. Van Nostrand, New York 1945.
- Hendrik W. Bode: Synergy: technical integration and technological innovation in the Bell system. Bell Laboratories, 1971.